# Barbula mosis
Barbula mosis là một loài Rêu trong họ Pottiaceae. Loài này được (Lorentz) Hilp. mô tả khoa học đầu tiên năm 1933.